# Alguien que me quiera
Alguien que me quiera  es una telenovela argentina emitida desde el 1 de febrero hasta el 15 de noviembre de 2010 por Canal 13. Ha sido creada por Adrián Suar y producida por Pol-Ka. Fue protagonizada por Andrea del Boca y Osvaldo Laport. Coprotagonizada por Alejandro Awada, Ludovico Di Santo, Julia Calvo, Gonzalo Urtizberea y Vivian El Jaber. Antagonizada por Viviana Saccone, Nacho Gadano, Gonzalo Urtizberea y
Calu Rivero. También, contó con las actuaciones juveniles de Luisana Lopilato, Marco Antonio Caponi, Sofía Elliot y Francisco Donovan. Las actuaciones especiales de Jorgelina Aruzzi y la primera actriz María Leal. Y la participación de Juan Palomino como actor invitado. En un principio también fue protagonizada por Miguel Ángel Rodríguez y Susú Pecoraro, pero se fueron a los pocos días porque la novela no tenía el índice de audiencia que se especulaba.

## Producción

### Creación
En un principio, Alguien que me quiera iba a emitirse luego de la finalización de la anterior telecomedia de Pol-Ka, Por amor a vos y sería protagonizada por Natalia Oreiro y Luciano Castro. Sin embargo, entre otros problemas que impedirían la realización del proyecto, Oreiro enfermó de bronquiolitis en enero de 2009 y la realización de la ficción tuvo que postergarse hasta mediados de ese año; mientras que Castro fuera convocado para el exitoso Valientes, de la misma productora.
Finalmente, Natalia Oreiro se bajó del proyecto y Pol-Ka decidió rescindirle el contrato a sus autores originales (Marcela Guerty, de Soy gitano y Ricardo Rodríguez, de Grande pá!) y por ende, cambiar completamente la trama de la historia y el elenco.
Parte de ese elenco convocado estaba conformado por: Eugenia Tobal, Cristina Alberó, Mercedes Funes, Jimena Barón, Divina Gloria, Valeria Lynch, Germán Kraus, Ana María Picchio, Patricia Palmer y María Leal.
A raíz del bajo índice de audiencia, fue reemplazada por la tira "Malparida" de la misma productora, y trasladada al horario de las 19. En ese nuevo horario tampoco pudieron subir el índice de audiencia debido a que competían con la mega exitosa Casi Ángeles.

## Elenco y personajes
- Osvaldo Laport como Rodolfo Rivera.
- Andrea Del Boca como Rocío Mosconi / Ana Insúa.
- Miguel Ángel Rodríguez como Armando Cutuli.
- Viviana Saccone como Katia Pérez Alfonso.
- Susú Pecoraro como Paloma.
- Luisana Lopilato como Bianca Rivera.
- Marco Antonio Caponi como Renzo Peralta.
- Calu Rivero como Lola Rivera.
- Ludovico Di Santo como Teo Carrasco.
- Gerardo Romano como Roberto.
- María Leal como Malvina Andrade.
- Nacho Gadano como Mauro.
- Jorgelina Aruzzi como Josefina "Pepa" Andrade.
- Julia Calvo como Rita "Pina" Ayala.
- Diego Bugallo como Leonel.
- Francisco Donovan como Guillermo "Willy".
- Sofía Elliot como Olivia.
- Florencia Torrente como Mandy.
- Chino Darín como Stuka.
- Alejandro Awada como Sandro.
- Juan Palomino como Gastón Pineda.
- Pepe Monje como Nito Super Nito.
- Paula Morales como Lisa.
- Tomás de las Heras como Tomás.
- Nicolás Pauls como Gonzalo.
- Michel Gurfi como Nicolás Vega.
- Vivían El Jaber como Brenda "Coca" Reinoso.
- Gastón Ricaud como Máximo.
- Andrea Campbell como Alicia Cutuli.
- Salo Pasik como Carmelo Vega.
- Natalia Lobo como Carola.
- María Fernanda Neil como Tasha Nuñez.
- Diego Olivera como Bautista/Lucas.
- Florencia Otero como Lucía.
- Andrea Estévez como Analía.
- Sabrina Carballo como Jade.
- Nicolás Mele como Pablo.
- Gustavo Conti como Pucho.
- Mario Moscoso como Falso Dr. Dufre.
- Manuela Pal como Carolina.
- Luis Sabatini como Aguirre.
- Alejandra Darín como Clara.
- Gonzalo Urtizberea como Gustavo "Bambi" Melgarejo.
- Daniel Casablanca como Chito.
- Valeria Lorca como Candela López.
- Daniela Lopilato como Marga Enfermera

## Premios y nominaciones
| Fecha de la Ceremonia | Premio                     | Categoría                   | Ganadores y nominados          | Resultado |
| --------------------- | -------------------------- | --------------------------- | ------------------------------ | --------- |
| 22 de mayo de 2011    | Premios Martín Fierro 2010 | Mejor tema musical original | Hilda Lizarazu y Palito Ortega | Nominado  |
| 22 de mayo de 2011    | Premios Martín Fierro 2010 | Revelación                  | Calu Rivero                    | Nominada  |